# Trevignano Romano
Trevignano Romano település Olaszországban, Lazio régióban, Róma megyében. Lakosainak száma 5865 fő (2023. január 1.). Trevignano Romano Bracciano, Campagnano di Roma, Monterosi, Nepi, Sutri, Anguillara Sabazia, Róma és Bassano Romano községekkel határos.

## Népesség
A település lakossága az elmúlt években az alábbi módon változott:
| Lakosok száma | 5781 | 5711 | 5865 |
|               | 2017 | 2018 | 2023 |